# La Conquête du courage
L'insigne rouge du courage
 (octobre 2021).
Si vous disposez d'ouvrages ou d'articles de référence ou si vous connaissez des sites web de qualité traitant du thème abordé ici, merci de compléter l'article en donnant les références utiles à sa vérifiabilité et en les liant à la section « Notes et références ».
La Conquête du courage (The Red Badge of Courage), aussi traduit en français sous le titre L'École du courage, Le Sceau du courage ou L'Insigne (rouge) du courage, aux éditions Gallmeister, est un roman de guerre de l'écrivain américain Stephen Crane, paru en octobre 1895. 
Ce roman est considéré comme l'un des ouvrages les plus importants de la littérature américaine. Le roman, dans lequel une jeune recrue de la guerre de Sécession est confrontée à la cruauté de la guerre, a eu du succès d'abord aux États-Unis avant d'obtenir une renommée internationale. Bien que l'auteur, né après la guerre, ne l'ait pas connue, le roman est considéré comme un exemple de réalisme littéraire.

## Résumé
Par une journée de printemps 1863, le 304e régiment de New York se prépare à livrer bataille près du Potomac. Henry Fleming, une jeune recrue de dix-huit ans, se remémore les raisons de son engagement, les protestations douloureuses de sa mère devant le fait accompli. Maintenant, il s'interroge : saura-t-il affronter le danger avec courage, ou réagira-t-il comme un lâche ? Jim Conklin, un de ses amis qui vient du même coin de pays que lui, tente de le rassurer, évoquant l'esprit des troupes qui permet, une fois le moment venu, de se lancer à l'assaut.
Lors du premier affrontement, les soldats confédérés du Sud sont repoussés dès la première charge, mais se regroupent, attaquent de nouveau et font une percée au sein des troupes unionistes. Dans la pagaille, Henry déserte sa position et ne revient que lorsqu'il entend un général annoncer la victoire des Nordistes.
Honteux de sa réaction de lâche, Henry s'échappe dans un bois non loin du champ de bataille. Dans une clairière, il découvre un horrible cadavre. Sa réaction est alors de courir vers un groupe de soldats et de les pousser à combattre. À ses côtés, Jim Conklin est abattu par un tir et, blessé, se met à délirer avant de mourir. Plus tard, un homme de son propre camp, effrayé, frappe Henry à la tête avec son arme. Aussi, quand le jeune homme rentre au camp, on croit qu'il a reçu une blessure pendant le combat et on panse la plaie.
Le lendemain matin, alors qu'il participe à une troisième attaque, Henry donne des preuves de courage. Mais c'est lors de la bataille finale qu'il se distingue. Reprenant le drapeau, quand tombe sur le champ de bataille le sergent-chef qui le portait, il lance ses troupes sur les lignes ennemies et y sème la déroute. Quatre Confédérés sont faits prisonniers.

## Inspiration historique
Dans le roman, aucun élément explicite ne permet de déterminer précisément quelle est la bataille évoquée. Un certain nombre de passages permettent cependant de formuler l'hypothèse qu'il s'agit de la bataille de Chancellorsville.
Tout d'abord, le fait que la cavalerie se détache de l'armée avant le début des opérations, ce qui s'apparente à la manœuvre exécutée par le corps de cavalerie du général George Stoneman au début de la campagne de Chancellorsville. Ensuite, le fait que le reste de l'armée fait mouvement pendant plusieurs jours en direction du nord tout en longeant une rivière, vraisemblablement la Rappahannock, avant de traverser celle-ci pour s'engager dans les bois. Là encore, on retrouve des similitudes avec la manœuvre exécutée par l'armée du Potomac avant Chancellorsville. Enfin, la bataille du roman prend place dans une zone boisée et engage visiblement plusieurs corps d'armées, un schéma que l'on ne retrouve que dans deux batailles livrées par l'armée du Potomac, Chancellorsville et la bataille de la Wilderness.

## Traductions françaises
- La Conquête du courage : épisode de la guerre de Sécession, trad. de Francis Vielé-Griffin et Henry D. Davray, Paris, Mercure de France, 1911 ; rééd., Paris, Les Libertés françaises, coll. « Librairie des Libertés françaises » no 22, 1939 ; rééd., Paris, Club français du livre, coll. « Récits » no 31, 1960 ; rééd., Paris, Le Livre de poche no 2293, 1967 ; rééd., Paris, Gallimard, coll. « Folio » no 1351, 1982
- L'Insigne du courage, trad. de Dominique Aury, Paris, Guilde du Livre, 1957
- Le Sceau du courage, trad. de Lucienne Molitor, Paris, Gérard et Cie, coll. « Marabout » no 289, 1961 ; rééd. de la même traduction sous le titre L'École du courage, Paris, Seghers, coll. « Nouveaux horizons » no 26, 1963
- L'Insigne du courage, trad. de Dominique Aury, Paris/Genève, éditions Slatkine, coll. « Fleuron » no 79, 1996 ; rééd. de cette traduction sous le titre La Conquête du courage, Paris, éditions Sillage, 2006
- L'Insigne rouge du courage, nouvelle trad. par Johanne Le Ray et Pierre Bondil, Paris, éditions Gallmeister, 2019[1].

## Adaptations

### Au cinéma
- 1951 : La Charge victorieuse, film de John Huston, avec Audie Murphy et Bill Mauldin, produit par Gottfried Reinhardt

### À la télévision
- 1974 : The Red Badge of Courage (en), téléfilm de Lee Philips